# Ameer Speed
Ameer Lashon Speed (Jacksonville, 11 ottobre 1999) è un giocatore di football americano statunitense che milita nel ruolo di cornerback per gli Indianapolis Colts della National Football League (NFL).

## Carriera

### New England Patriots
Al college Speed giocò a football a Georgia Bulldogs football (2017-2021), vincendo il campionato NCAA nell'ultima stagione, e a Michigan State (2022). Fu scelto nel corso del sesto giro (214º assoluto) del Draft NFL 2023 dai New England Patriots. Debuttò come professionista subentrando nella gara del primo turno contro i Philadelphia Eagles, giocando 17 snap negli special team. Fu svincolato il 19 ottobre 2023 dopo avere disputato cinque partite.

### Indianapolis Colts
Il 20 ottobre 2023 Speed firmò con gli Indianapolis Colts. La sua prima stagione si chiuse con 9 tackle in 13 presenze, nessuna delle quali come titolare.